# Caberea enzoi
Caberea enzoi är en mossdjursart som beskrevs av Gordon 1984. Caberea enzoi ingår i släktet Caberea och familjen Candidae. Inga underarter finns listade i Catalogue of Life.